# Eddie Lewis (Fußballspieler, 1935)
Edward „Eddie“ Lewis (* 3. Januar 1935 in Manchester; † 2. Mai 2011 in Johannesburg) war ein englischer Fußballspieler und -trainer. Er war in jungen Jahren Mitglied der „Busby Babes“ und wanderte 1970 nach Südafrika aus, um dort drei Jahrzehnte lang Pionierarbeit als Trainer zu leisten.

## Sportlicher Werdegang
Lewis begann seine Profifußballerlaufbahn als Teil der „Busby Babes“ von Manchester United der 1950er Jahre. Nachdem er sich „United“ im Alter von vierzehn Jahren angeschlossen hatte, bestritt er 16-jährig sein erstes Spiel im Seniorenbereich für die Reservemannschaft. Am 29. November 1952 debütierte er noch vor seinem 18. Geburtstag in einem Erstligaspiel gegen West Bromwich Albion und sorgte bereits nach wenigen Minuten für die 1:0-Führung – die Partie ging letztlich mit 1:3 verloren. Die Konkurrenz war für ihn jedoch groß und er musste sich in der Offensive mit Spielern mit Bobby Charlton, Billy Whelan, Tommy Taylor und Dennis Viollet messen. In gut fünf Jahren absolvierte er lediglich 20 Ligapartien, in denen Lewis immerhin neun Tore schoss. Lewis selbst schrieb sein „Scheitern“ bei Manchester United primär zwei Dingen zu. Zum einen handelte er sich in einer Partie gegen die Wolverhampton Wanderers eine blutende Kopfverletzung zu, mit der er, in einer Zeit als Auswechslungen noch nicht zulässig waren, „durchzuspielen“ hatte. Fortan ging er vorsichtiger in die anschließenden Aufgaben, wodurch sein Selbstbewusstsein litt. Den zweiten Grund sah er selbstkritisch darin, im Vergleich mit Mitspielern wie Tommy Taylor oder Duncan Edwards schlicht „nicht gut genug“ gewesen zu sein. Nicht lange nach Beginn der Saison 1955/56 und vier Ligaeinsätzen zog Lewis weiter zu Preston North End. United gewann in derselben Spielzeit noch die englische Meisterschaft.
Die elf Monate, die Lewis in Preston verbrachte, bezeichnete dieser als „Katastrophe“. Seine Leistungen waren unbeständig und häufig machte ihn Trainer Frank Hill für ausbleibende sportliche Erfolge verantwortlich (beginnend bei seinem Debüt, als er zwar zwei Tore schoss, die Partie allerdings mit 2:3 verloren ging). Im November 1956 zog er weiter nach London eine Spielklasse tiefer zu West Ham United im Rahmen eines Tauschgeschäfts mit Frank O’Farrell. Mit West Ham gewann er in der Saison 1957/58 die Zweitligameisterschaft, bevor er innerhalb der Second Division innerhalb der britischen Hauptstadt zu Leyton Orient weiterzog. Leyton Orients Trainer Alec Stock funktionierte Lewis schnell zum linken Verteidiger um und dort blieb dieser einige Jahre lang Stammspieler. Sein sportlicher Höhepunkt war die Saison 1961/62, in der er maßgeblich zum Aufstieg in die höchste englische Spielklasse beitrug und nur ein Spiel verpasste – besondere Aufmerksam erregte sein guter Auftritt im direkten Duell gegen den „Altmeister“ Stanley Matthews von Stoke City. Zurück in der ersten Liga behielt Lewis zunächst seinen festen Platz in der Mannschaft, bevor er kurzzeitig durch Billy Taylor ersetzt wurde. Im Mai 1964 beendete Lewis seine aktive Profilaufbahn mit seinem Wechsel zum unterklassigen Klub Folkestone Town. Im Jahr 1965 betätigte er sich erstmals als Trainer und einem Engagement beim FC Clapton folgte eine Beschäftigung bei Ford Sports. Im April 1970 wanderte er gemeinsam mit seiner Frau und den zwei Töchtern nach Südafrika aus.
Lewis begründete in seiner südafrikanischen Wahlheimat eine erfolgreiche Trainerkarriere. Diese startete 1971 beim Jewish Guilld FC und setzte sich ein Jahr später bei Highlands North fort. Ab 1974 war er Trainer der Kaiser Chiefs, bevor er zum sportlichen Leiter der Fußballabteilung der Wits University ernannt wurde. In seiner Zeit für die Wits-Universität formte er Talente wie Gary Bailey und Richard Gough, die kurz darauf ihren Weg in den englischen Profifußball fanden. Lewis war Trainer einer südafrikanischen Auswahl anlässlich des ersten Fußballturniers in Südafrika mit „gemischter Herkunft“. Nach seiner Rückkehr zu den Kaiser Chiefs zu Beginn der 1980er-Jahre war er in der zweiten Hälfte des Jahrzehnts erfolgreich bei Giant Blackpool tätig und unter seiner Regie stieg der Verein 1988 in die höchste südafrikanische Spielklasse auf. Im Jahr darauf schloss er sich den Moroka Swallows an und bis zu seinem Rückzug aus dem Trainergeschäft im Jahr 2001 war er für Klubs wie D’Alberton Callies, den Manning Rangers und AmaZulu Durban tätig. Daneben war er Teil des Trainerteams anlässlich der WM 1998 in Frankreich sowie der Afrikameisterschaft 2000 in Ghana und Nigeria.
Nach seiner Pensionierung war er ehrenamtlich als Trainer an örtlichen Schulen unterwegs und dazu unterstützte er den Familienbetrieb im Bereich Gartenpflege in Johannesburg. Der südafrikanischen Öffentlichkeit blieb er zumeist als TV-Experte in Diensten des Senders M-Net erhalten. Am 2. Mai 2011 erlag Lewis den Folgen einer Krebserkrankung, die anlässlich einer Knieoperation entdeckt worden war.

## Titel/Auszeichnungen
- FA Youth Cup (1): 1953